# Province de Navoï
La province de Navoï (en ouzbek : Navoiy viloyati) est une des douze provinces de l'Ouzbékistan. Sa capitale administrative est la ville de Navoï.

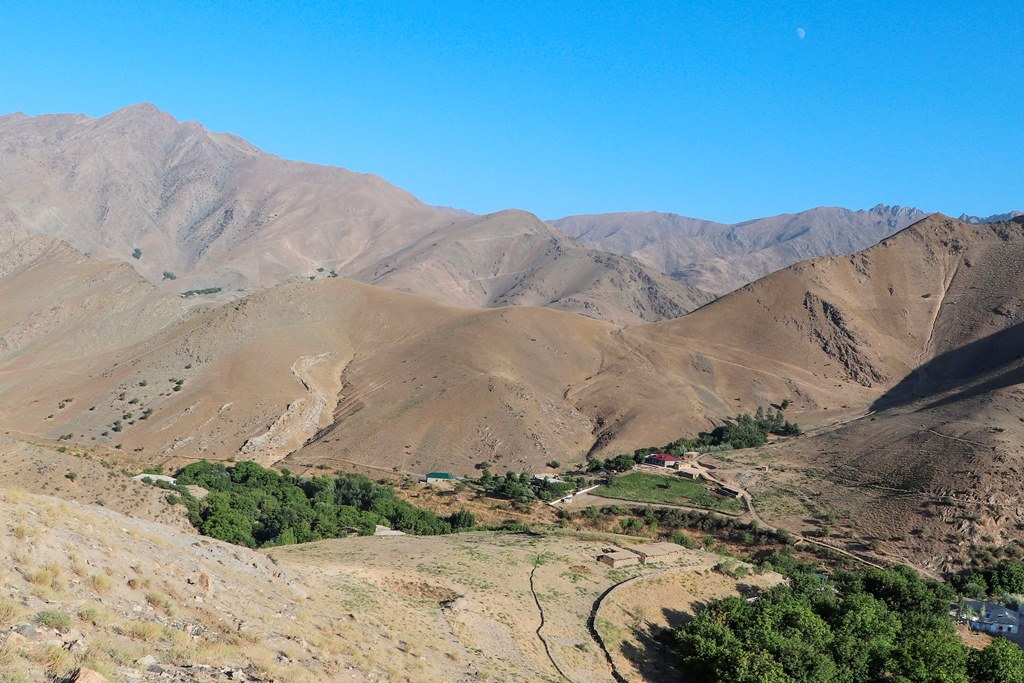
Vallée de Sentob

La province de Navoï s'étend sur 110 800 km2 dans le centre du pays. Elle est bordée au nord et à l'est par le Kazakhstan, au sud-est par la province de Samarcande, au sud par la province de Kachkadaria, au sud-ouest par la province de Boukhara et à l'ouest par la République du Karakalpakstan. Une grande partie de son territoire est occupée par le désert du Kyzylkoum.

## Villes
- Kyzyltepa
- Navoï
- Nourata
- Outchkoudouk
- Yanguirabat
- Zeravchan

## Dirigeants
| Nom                   | de                | à                 |
| --------------------- | ----------------- | ----------------- |
| Abdurahmon Aydarqulov | 4 janvier 1992    | 1994/1995         |
| Hayot Gʻafforov       | 4 janvier 1995    | 11 novembre 1998, |
| Gʻaybullo Dilov       | 1999              | 31 mai 2002       |
| Bahriddin Roʻziyev    | Juin 2002         | 2008              |
| Erkin Turdimov        | 13 décembre 2008, | 16 décembre 2016  |
| Qobul Tursunov        | 16 décembre 2016  | actuel            |